# Lőte Éva
Illyefalvi Lőte Éva (Kolozsvár, 1906. december 30. – Caracas, Venezuela, 1966. október 25.) magyar képzőművész, Lőte József orvosprofesszor lánya. Férje Brinzey György vezérkari őrnagy.

## Élete
Édesapja dr. illyefalvi Lőte József (1856–1938) egyetemi nyilvános rendes orvostanár, édesanyja nagykászonyi Bodó Ilona (1867–1942) volt. Anyai nagyszülei ifjabb nagykászoni Bodó József, tagosító mérnöksegéd és Kisfalusi Jozefa voltak. Dédapja idősebb nagykászonyi Bodó József (1790–1882) erdélyi főkormányszéki ajtónálló, dédanyja Bálint Ágnes (1794–1865) volt.
Tanulmányait Budapesten, az Iparművészeti Iskolán végezte. Mesterei Orbán Antal és Lux Elek voltak. Részt vett 1937-ben a Párizsi és 1939-ben a New York-i Nemzetközi Kiállításon. A második világháború előtti és alatti magyar vallási és nemzeti témák alkotója. Több első világháborús hősi emlékművet is alkotott, így például ő faragta Szegeden az Aba-Novák Vilmos freskóival díszített Hősök kapujának hatalmas honvédszobrait. Az izbégi templom oltárának tabernákulumát 1939-ben készítette el. Az ő műve a Pasaréti téri templom Jézus szíve-oltára (1934), a Szent József-oltára (1939), valamint a keresztút domborművei (1939), a Debreceni Köztemetőben Rimanóczy Béla (1873–1934) sírjának domborműve, a budapesti Baár-Madas leánynevelő Intézet kútszobra is.
1948-ban emigrált családjával együtt Venezuelába, Caracasba. Az ötvenes években, kezdett részt venni a kiállításokon, a Szalonban (1953, 1958, 1960, 1962, 1965) mind szobor, mind rajz és iparművészeti területen. 1953-ban megkapta a szobrászok Nemzeti Díját. A „Nő” című terrakotta szobra a Caracasi szülészeti kórházban látható, Részt vett alkalmanként a Független Művészek Szalonján, (MBA) 1953-ban a San José College of Tarbes of Paradise kápolna főhomlokzatán készített domborműveket. Művei ebben az időben általában terrakották voltak. (Krisztus szobor a Salon XXII kiállításán), gipsz (Prelude, Salon XXI kiállításán), fa és bronz (Busto Balaso tanár, a Salon XXI kiállításán). Figuratív irányzatú portrék mellett, a legtöbb művében lovakat formáz. (gipsz XIX. terem) görög–római stílusra emlékeztetve. Halála után az ő munkái is ki voltak állítva a „National Award” által szervezett GAN-on, 1981-ben.
Lőte Éva elsőrangú szakmai tudással és intuícióval rendelkezett, még több maradandó műve lehetne, de érthetetlen okok miatt, túlságosan sokat foglalkozott a kereskedelmi művészettel (például Herendi porcelán lóábrázolások). Portréinak készítésével nagy bátorságról tett tanúbizonyságot, illetve lovainak, archaikus atmoszférája igazolja, hogy nagy alkotó volt.

## Házassága
Illyefalvi Lőte Éva temesszlatinai Brinzey György vezérkari őrnaggyal kötött házasságot, akinek a szülei temesszlatinai Brinzey Arthúr (1870–1939) ezredes, a Máltai lovagrend lovagja, és pelsüczi Hámos Lilla (?-1967) voltak. Brinzey Artúr százados 1905. február 3-án nemességet és nemesi előnevet szerzett feleségével, és gyermekeivel együtt I. Ferenc József magyar királytól. Hámos Lilla szülei, pelsüczi Hámos Aladár (1852–1916) és báró vajai Vay Mária (1858 – 1936) voltak.

## Művei

### Köztéri és középületekben lévő alkotásai
- Jézus Szíve oltár domborműve. 1934. (Pasaréti Páduai Szent Antal plébániatemplom építésének története viszontagságos, a templom felszentelésére végül 1934. október 14-én kerülhetett sor, építési terveinek elkészítése Rimanóczy Gyula nevéhez fűződik.

A domborművel díszített oltár: a kitárt karú, kereszt alakú háttér előtt álló Jézus Szíve-dombormű két oldalán két pápa alakja. A bal oldalon térdeplő XI. Pius, a jobb oldalon térdeplő III. Ince. A felirat szövege az oltár szélén: „Nem azért jöttem, hogy nekem szolgáljanak, hanem hogy én szolgáljak"
- Szent József oltár domborműve 1938. Pasaréti Páduai Szent Antal plébániatemplom harmadik oldalsó oltárának témája Szent József, aki Mária "jegyese" volt. Mária, a szeplőtelen fogantatás révén áldott állapotba került, ennek gyümölcse Jézus. József elfogadta a gyermeket, így lett Jézus nevelőapja és így lett a Szent család feje.
- Keresztút Színezett fa dombormű 1938-39. A Keresztút 14 stációja a Pasaréti templom oldalhajójában található. A modern egyházművészet remeke. A festett, színes faragás egyes stációi külön is magas értékű szobrászati remekek.
- Szent Kristóf a kis Jézussal. 1938. A szép Pasaréti tér, buszpályaudvarának oldalfalán a patika mellett található a relief Érdekessége, hogy a szent egy szárnyas autóbuszkereket ábrázoló címerpajzsot tart. A szobrásznő tudhatta, hogy ide készül a domborműve, így beleformázta a pajzsot az alkotásban. Mert mint tudjuk Szent Kristóf az utazók védőszentje.
- Élő és halott katona emlékműve. 1937. A Szegedi hősök kapuján. (A középső boltívet tartó északi pillérek előtt, fali konzolokon áll az Élő katona és a Halott katona mintegy kétszeres életnagyságú mészkőszobra. Az egyik a kemény, harcias, puskáját erősen markoló katona, akinek lába alatt dobban a föld. A másik, a megdicsőült hős megmerevedett alakja, csak bakancsa hegyével érinti már a földet. Az 1936-ban épült kapu (Pogány Móric tervezete) kétszeres életnagyságú honvédszobrai (az élő és a halott katona) az I. világháború áldozataira emlékeztetnek. A boltív freskóit Aba-Novák Vilmos készítette.
- Rimanóczy Béla sírjának domborműve. 1934. a Debreceni Köztemetőben. (Rimanóczy Béla 1873 és 1934 között élt.) Lőte Éva szobrásznő talán egyetlen alkotása Debrecenben. A sír tervezője id. Rimanóczy Gyula volt.
- gróf Mikó Imre. 1930 Szeged Emlékcsarnok. Gróf Mikó Imre domborműves portréjával készült emléktábláján, címerpajzson támaszkodó két női akt látható. Felirata: gróf MIKÓ IMRE 1805-1867 Erdély nagy fia, történet-író. Erdélyi Múzeum megalapítója. 1930. október 25-én helyezték el az Emlékcsarnok keleti szárnyán.
- Első világháborús hősi emlékmű 1941-42. Új köztemető, X. Kozma utca 8-10. 7. parcella. Felirata: A Magyar haza szent határainak védelmében halált halt és idegen földeken porladó katonáinak emlékeként 1914-1918 – 1940- Az emlékmű 1941-42-ben készülhetett. A domborművek mögött téglaborítású oszlop van.
- Ybl Miklós 1934-1964 Székesfehérvár Bartók Béla tér 1.

Bory Jenő, Lőte Éva 1964. április 5. A Vörösmarty Mihály Megyei Könyvtár Jókai utcai falán 1964. április 5-én helyezték el. Már 1905-ben felmerült a Vörösmarty Körben, hogy kapjon emléktáblát a város nagy szülötte, Ybl Miklós. Születésének centenáriumára tervezték a tábla megvalósítását. A terv az első világháború miatt meghiúsult. 1934-ben ismét szóba került a táblaállítás gondolata. A bronz relief 1942-ben készült,(Lőte Éva alkotásaként) de elhelyezésére már nem került sor. A háborúban megsérült. A székesfehérvári ötvösipar-művészeti szakkör tagjai állították helyre 1964-ben.
- Egészséges férfi és nő díszítőszobor 1937 Szeged, Tisza Lajos körút 97.

A harmincas évek építészetének jelentős alkotása, amelyben az I. számú városi rendelőintézet oromzatán találjuk. Az épület oromzatán egészségtől duzzadó emberpár (egy férfi és egy nő) erősíti a betegek gyógyulásba vetett hitét.
- Az izbégi, Szent András-plébániatemplom oltárának tabernákuluma.1939. Szentendre

### Művek közgyűjteményekben
Herendi Porcelángyár Állandó Kiállításán (VI. terem 20 század) formaterve alapján készített lovas szobor (Aukciókon is szereplő alkotás: Porcellana HEREND CAVALLO firmato LOTE EVA Porzellan)
Nádasdy Ferenc Múzeum Huszártörténeti gyűjtemény Lovasszobor Öntött réz, fa posztamensen. Szobor talpán kurzív betűkkel bevésve: "Lőte Éva 1929. V. 3." Ezredemlék. A lapos talapzaton ügető ló a neoklasszicizmus stílusában megformázott. Feketére festett magas posztamensén elöl, réztáblán felirat:
"NEMZETI LOVARDA 1932. JAN. 16-17."

### Művek magángyűjteményekben
Adat nincs, kisplasztikáinak zöme – terrakotta, bronz, fa, – magántulajdonban van mint ahogy egyes kiállításokon bemutatott alkotásoknál is látszik. (Alpár Gitta opera-énekesnő mellszobor. Teleki Andor gróf életnagyságú mellszobor, Andrássy Géza gróf mellszobra, Tréfa (ló-portrait) márvány, Luxi (farkaskutya-portrait) stb.

## Kiállítások (Csoportos és egyéni)

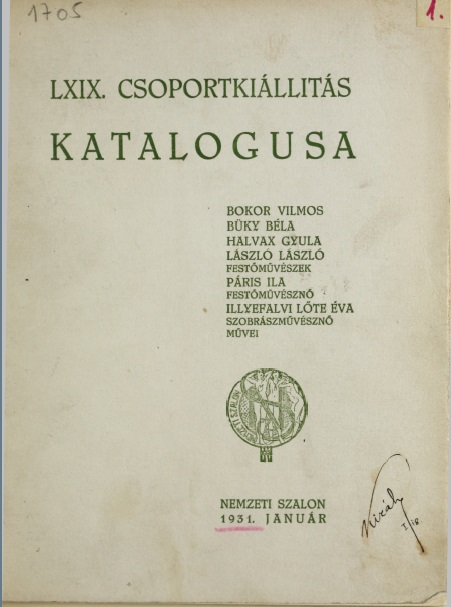
Nemzeti Szalon katalógus címlapja 1931

### LXIX. Csoport Kiállítás Nemzeti Szalon 1931
- 182 Pásztorlány gipsz, terrakottában
- 183 Pásztorfiú gipsz, terrakottában
- 184 Anyai csók
- 185 Amazon, bronz
- 188 I. Löte József dr.-né mellszobra. Magántulajdon
- 189 Első szerelem, gipsz 200. terrakotta
- 191 Medúza, mázos terrakotta
- 191 Alpár Gitta operaénekesnő, mellszobor. Magántulajdon.
- 192 Teleki Andor gróf. Életnagyságú. Mellszobor Magántulajdon
- 193 Andrássy Géza gróf mellszobra Magántulajdon.
- 194 Leány őzikével, gipsz.
- 195 Gr. Mikó-emlék, gipszrelief, Szegedi Egyetemi Pantheonban
- 196 Pallas Athéné születése, terrakotta bronzban
- 197 Magyar tavasz, terrakotta
- 198 Ügető lovacska, bronz
- 199 Fájdalom, női akt 150 cm, gipsz márványban
- 200 Tréfa (ló-portrait), márvány. Magántulajdon
- 201 Luxi (farkaskutya-portrait). Magántulajdon

### Nemzeti Szalon Művészeti Egyesület 1937
- 96 Térdeplő Madonna, terrakotta

### Csoportos Kiállítás. Nemzeti Szalon Művészeti Egyesület 1937
- 23 József Árpád kir. herceg, portré, terrakotta, mgt.
- 24 Rhein Sándorné, portré, rózsaszínű schamotte, mgt.
- 25 Kincsem, bronz, mgt.
- 26 Kígyóölők, kompozíció, gipsz,
- 27 Kaffka Péter portréja, gipsz, mgt.
- 28 Wieni Szent János-oltár, márvány, mgt.
- 29 Unicornus (egyszarvú) mesebeli állatfigura, diófa, mgt.
- 30 Csodaszarvas, porcelán, mgt.
- 31 Boldogi parasztasszony, fába tervezett gipsz
- 32 Tükörbe néző nő (divatkirakat-szobor), hárs-fa, színezve
- 33 Boldogi menyecske templomba megy, fába tervezett gipsz
- 34 I. stáció relief, színezett fa, pasaréti templom tulajdona
- 35 II. stáció relief, színezett fa, pasaréti templom tulajdona
- 36 III. stáció relief, színezett fa, pasaréti templom tulajdona
- 37 IV. stáció relief, színezett fa, pasaréti templom tulajdona
- 38 V. stáció relief, színezett fa, pasaréti templom tulajdona
- 39 VI. stáció relief, színezett fa, pasaréti templom tulajdona
- 40 VIL stáció relief, színezett fa, pasaréti templom tulajdona
- 41 VIII. stáció relief, színezett fa, pasaréti templom tulajdona

### A Nemzeti Szalon Művészeti Egyesület Téli Tárlata (1938. évi tagkiállítás)
- B. LÖTE ÉVA István főherceg, körtefa, magántulajdon.

### Magyar Egyházművészeti Egyházművészeti Tanács rendezése 1941.
- 25. Szűz Mária, Szent Anna és a kis Jézus. Terrakotta
- 26. Golgota. Gipsz Hársfában
- 28. Szent László vizet fakaszt a sziklából. Dombormű. Színezett gipsz
- 29. Háromosztatú oltárlap. Színezett gipsz. Terrakottában

### Venezuelában, Caracasban. Szalon (1953, 1958, 1960, 1962, 1965) Kiállításai
- Galería de Arte Nacional (Caracas) (GAN), (pl. Crepúsculo, gipsz dombormű 1953). A kiállított művekről adat nincs
- Részt vett alkalmanként a Független Művészek Szalonjában, (MBA) Kiállított műveiről adat nincs.

### Egyéni kiállítás
- 1963 Gallery The Wall, Caracas

## Díjai
- 1937 aranyérem, „International Exhibition", Párizs
- 1939 Diploma, "International Exhibition", New York
- 1953 National Sculpture Díj, XIV Hivatalos terem

## Képgaléria

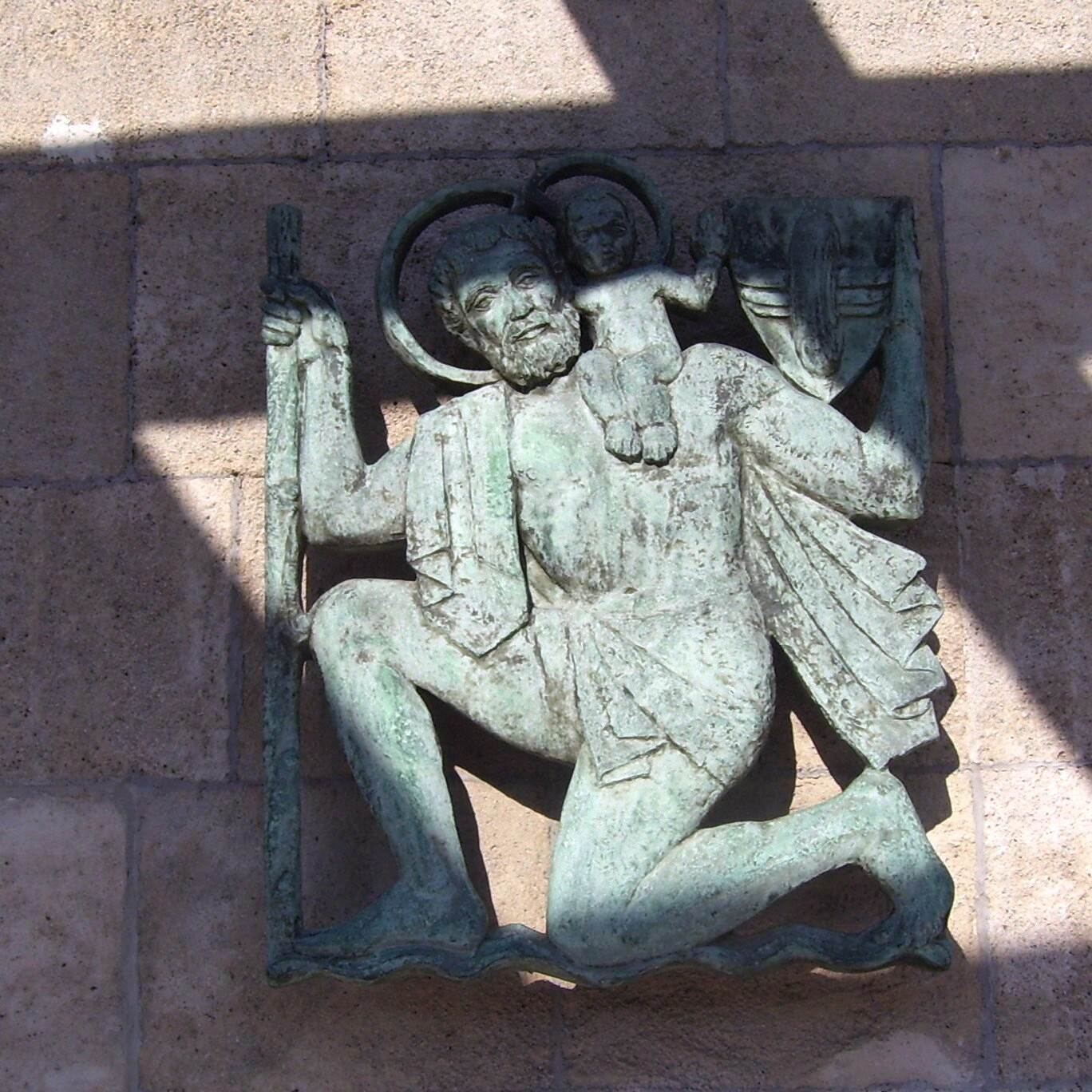
Szent Kristóf 1938 bronz dombormű
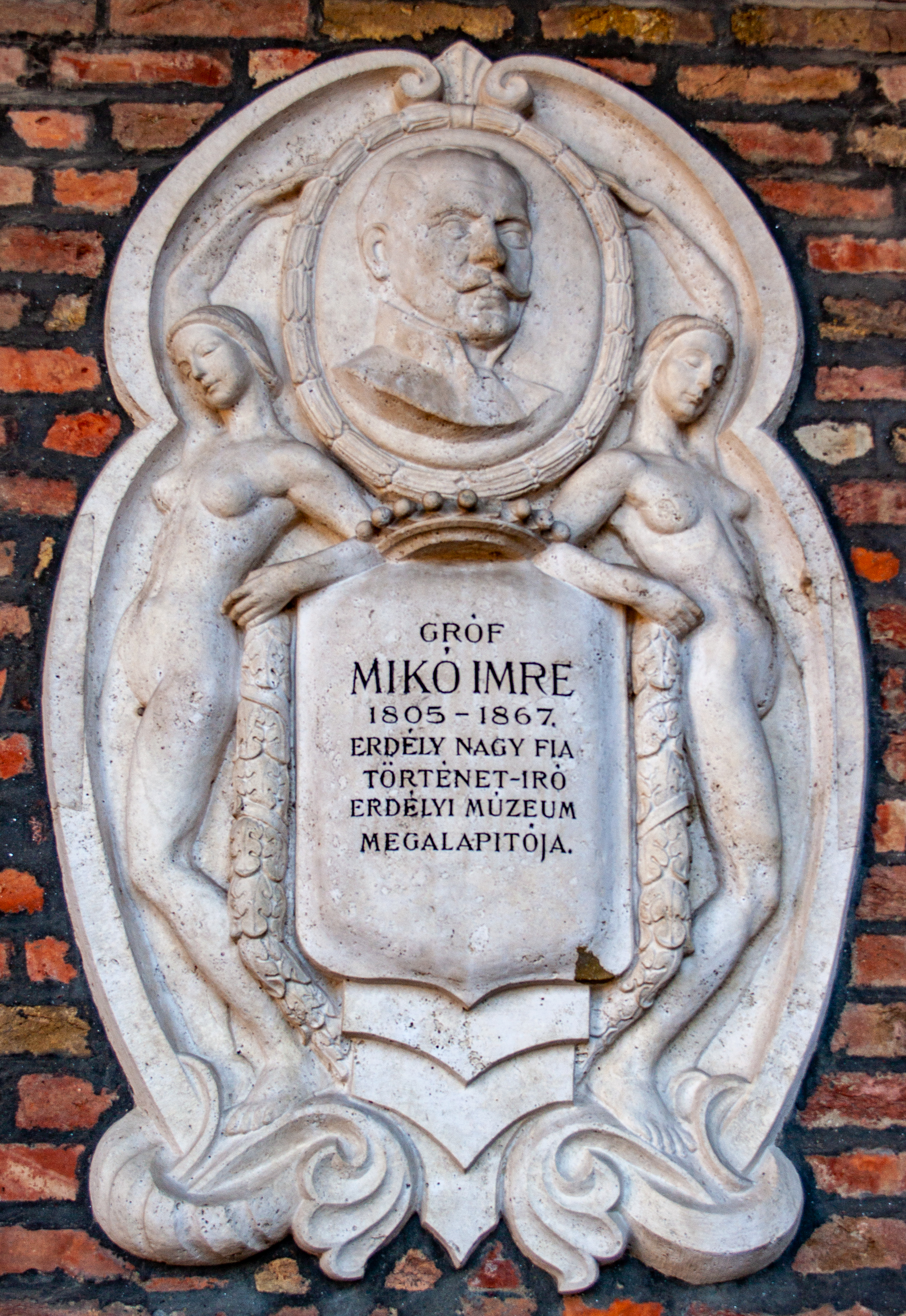
Gróf Mikó Imre domborműve 1930
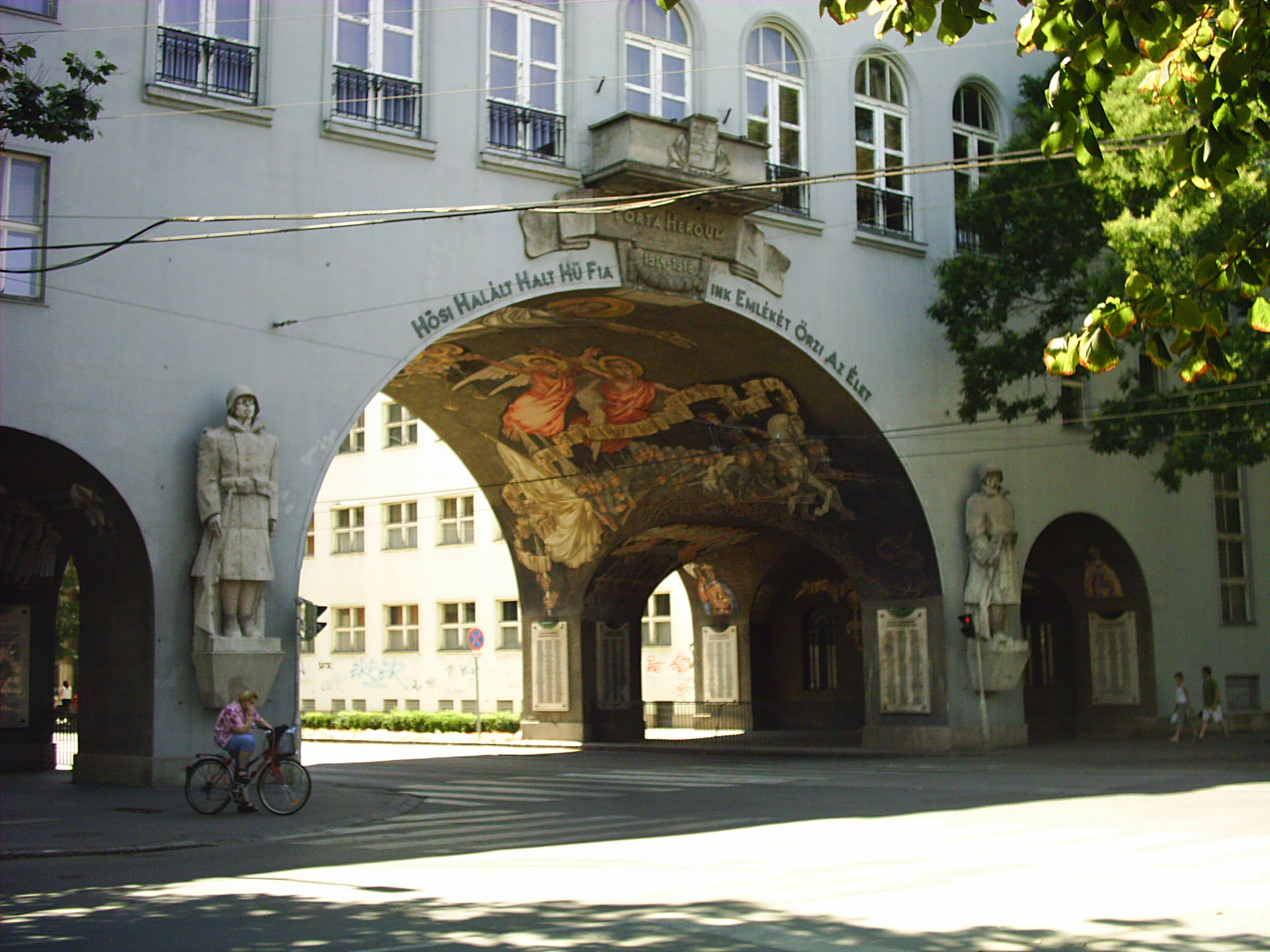
Szeged, Hősi emlékmű
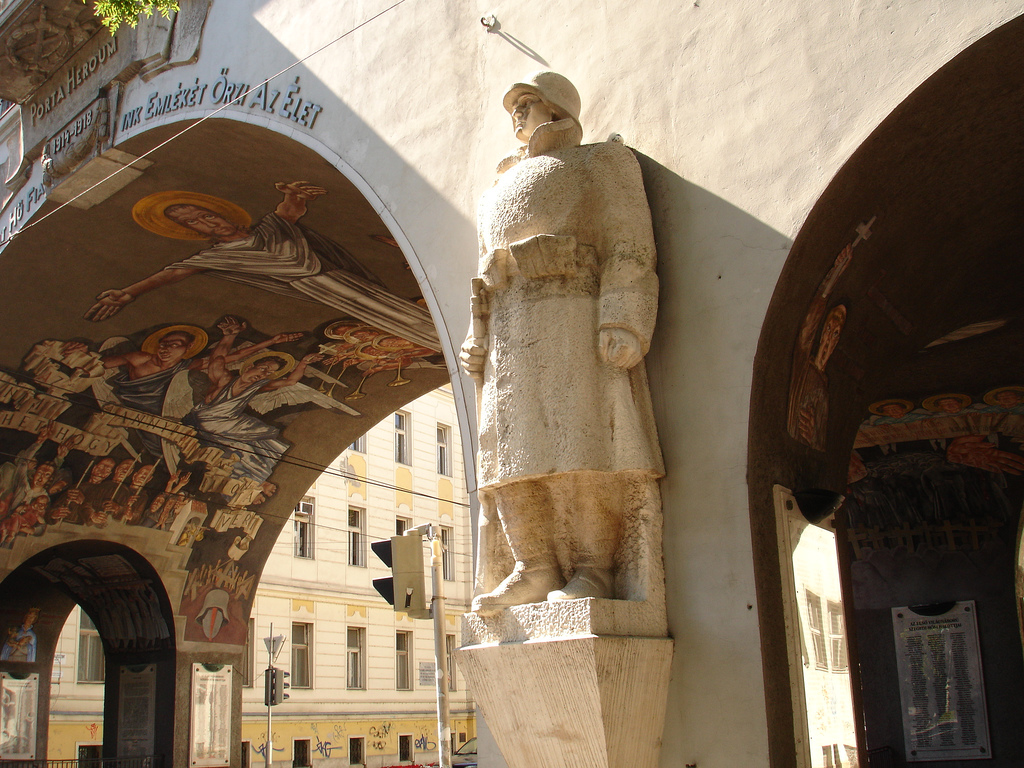
Szeged hősi emlékmű 1937
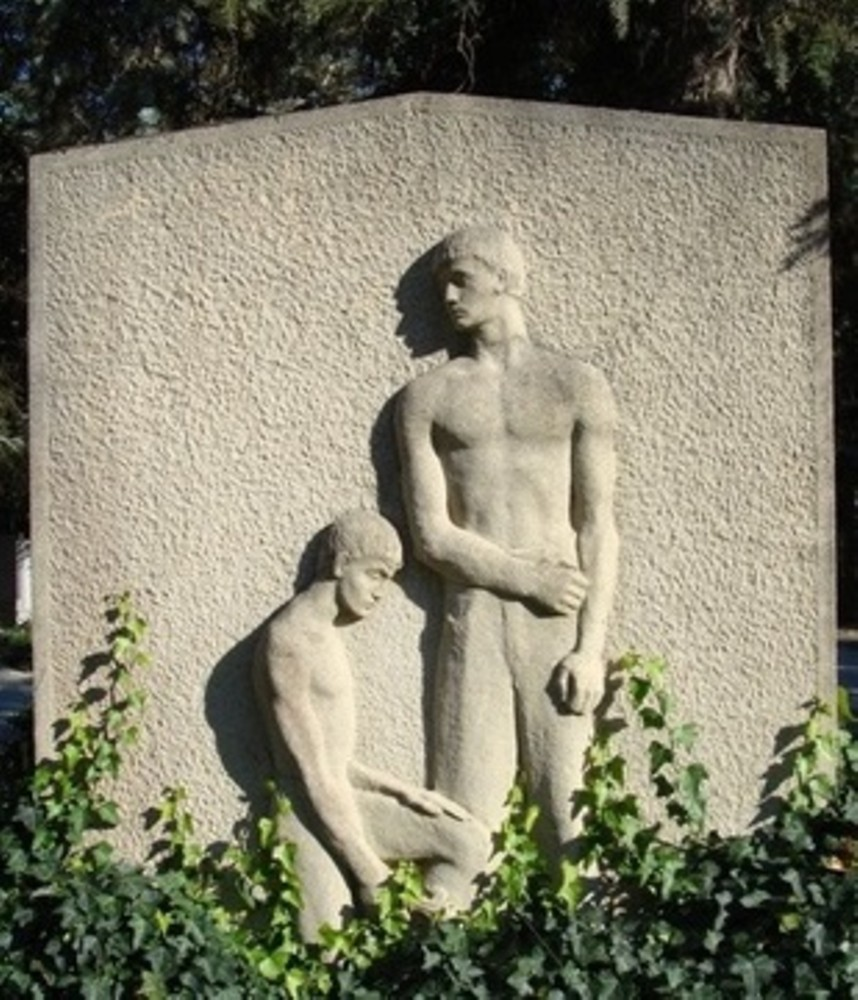
Rimanóczy Béla sírjának domborműve
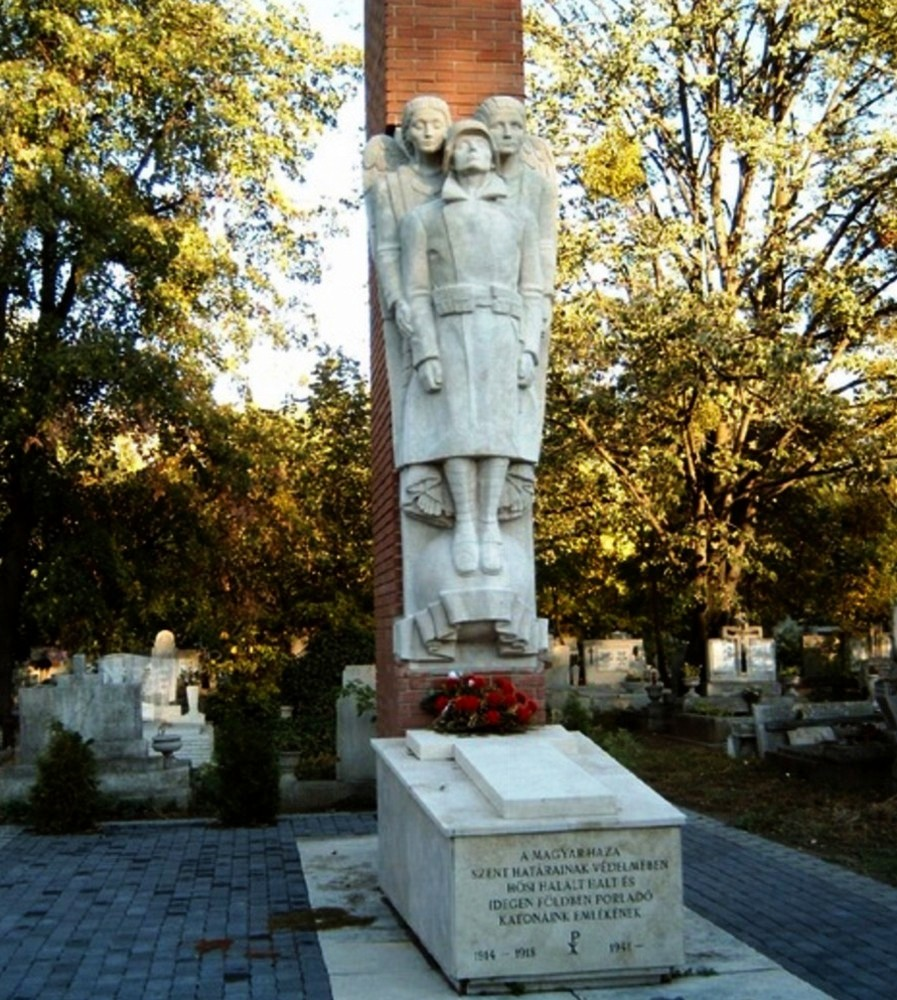
I. világháborús hősi emlékmű 1941-42